# 因貝特
19°45′0″N 70°49′48″W / 19.75000°N 70.83000°W
因貝特（西班牙語：Imbert），是多明尼加共和國的城鎮，位於該國北部，由銀港省負責管轄，面積170.70平方公里，2012年人口30,514，該城鎮人口密度每平方公里180人。